# 나목 (드라마)
《나목》은 MBC에서 1992년 6월 24일부터 1992년 6월 24일까지 방영된 6.25 특집 드라마이다.

## 줄거리
스물한 살 이경은 전쟁으로 두 오빠와 아버지를 잃고 정신이 온전하지 못한 어머니를 모시고 생계를 위해 미군 PX에서 초상화부 일을 한다. 이경은 자신을 좋아하는 전기수리공 태수보다 최 사장이 데려온 월남한 화가 옥희도에게 마음이 더 끌린다. 옥희도는 가족 때문에 갈등하면서도 이경을 사랑하게 된다. 전쟁이 끝나고 태수와 결혼한 이경은 옥희도의 유작전에서 ‘나목’을 본다.

## 등장 인물

### 주요 인물
- 김희애 : 이경 역
- 박근형 : 옥희도 역
- 정혜선

### 그 외 인물
- 이동준
- 신양희
- 박종관
- 신국
- 윤문식